# Aurel Stodola
Aurel Boreslav Stodola (Liptovský Mikuláš, 10 de maio de 1859 — Zurique, 25 de dezembro de 1942) foi um engenheiro, físico e inventor eslovaco.
Foi pioneiro na termodinâmica técnica e suas aplicações. Seu livro Die Dampfturbine (a turbina a vapor) foi publicado em 1903.
Stodola não contribuiu apenas na área de turbinas. Stodola desenvolveu por exemplo uma prótese de mão, em trabalho colaborativo com o médico Ferdinand Sauerbruch.
Recebeu a Medalha Grashof de 1908 por suas pesquisas em engenharia.